# Parafia Najświętszego Serca Jezusowego w Suchowoli
Parafia Najświętszego Serca Jezusowego w Suchowoli – parafia rzymskokatolicka, znajdująca się w archidiecezji lubelskiej, w dekanacie Czemierniki.

## Obszar parafii
Terytorium parafii obejmuje miejscowości: Bramka,  Branica-Kolonia,  Branica, Jezioro, Kuraszew, Okalew, Suchowola kolonia, Suchowola, Świerże, Wólka Zdunkówka, Zawoinka.